# Крокодил Данди у Лос Анђелесу
Крокодил Данди 3 (енгл. Crocodile Dundee in Los Angeles) је амерички филм направљен 2001. године у режији Сајмона Винсера. Главне улоге тумаче Пол Хоган, Линда Козловски и Серж Кокбурн.

## Радња
Мик Данди (Пол Хоган) и даље покушава да се скући у забаченом аустралијском градићу Вокабаут Крику са својом супругом Су (Линда Козловски) и сином Микијем (Серж Кокбурн).
Лов на крокодиле је постао илегалан посао и Мик је, да би имао неки доходак, постао туристичка атракција: рве се животињама. Када искрсне прилика да Су прихвати посао уредника у лосанђелеском новинама које су у власништву њеног оца, Мик са породицом одлучује да се пресели у Калифорнију. У новој средини ће имати доста потешкоћа, пре свега изазваних другачијим стилом живота. Између осталог упашће у велику саобраћајну гужву усред покушаја да спаси животињу. У међувремену, Мик постаје детектив аматер помажући на решавању случаја мистериозног убиства човека који је био уредник пре његове супруге.

## О филму
Овај филм Сајмона Винсера инспирисан је селидбом Пола Хогана у Лос Анђелес.